# Медвещак (хокейний клуб, Загреб)
«Медвещак» (хорв. Medveščak) — хокейний клуб з м. Загреб, Хорватія. Заснований у 1961 році. Виступав з 2013 по 2017 роки у Континентальній хокейній лізі. З сезону 2017—2018 виступає у Австрійській хокейній лізі.

## Історія
Команда заснована в 1961 році. Виступаючи в Югославській хокейній лізі, за популярністю хокейний клуб поступався лише місцевому футбольному «Динамо», кожен матч на відкритій ковзанці збирав 5000 глядачів. У 1971 році збудовано криту ковзанку «Дом спортова», з місткістю до 6400 глядачів. Відігравши два десятиліття в ЮХЛ, на початку 1980-х клуб перебував у кризі та зрештою вилетів з вищої ліги в 1985 році.
У наступні сезони клуб було реорганізовано та повернувся до вищого дивізіону, ставши тричі поспіль з 1989 по 1991 чемпіоном Югославії. В Кубку європейських чемпіонів 1991 року дійшли до другого раунду.

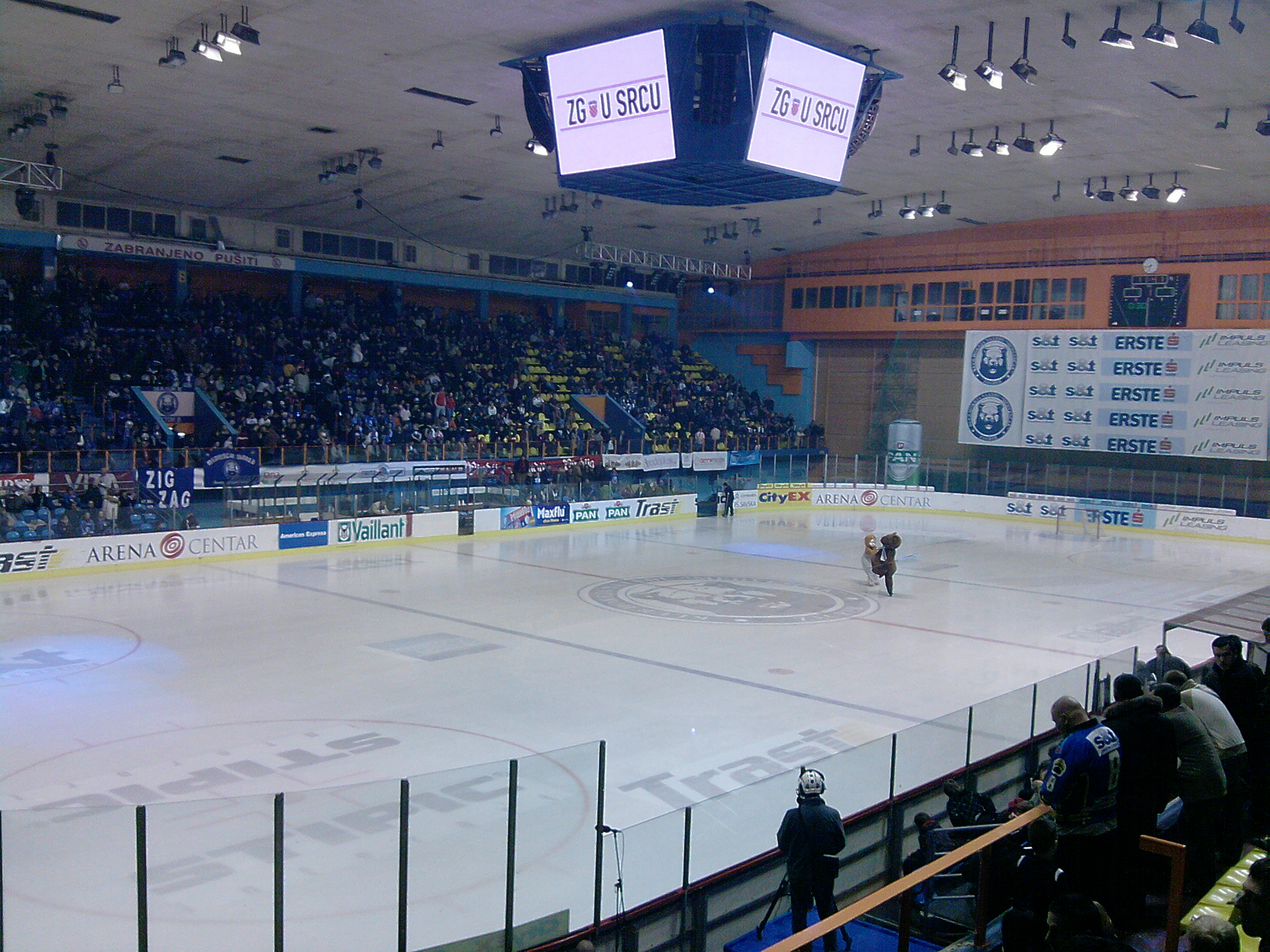
«Дом спортова», ХК «Медвещак» — ХК «Грац 99-ерс»; 3 січня 2010

З розпадом Югославії в 1991 році, команда знову пережила фінансову кризу. Поступово клуб повернув позиції лідера в Хорватській хокейній лізі в середині 90-х, а в 2000-х «Медвещак» домінував у першості Хорватії, ставши однадцять раз поспіль чемпіоном. З 2007 року клуб змагається в Словенській хокейній лізі, посівши друге місце в першому сезоні. У наступному сезоні загребський клуб став чемпіоном Словенії.
Починаючи з сезону 2009/10, «Медвещак» виступає в австрійській Erste Bank Eishockey-Liga. У перших двох сезонах клуб посідав восьме місце але поступався у плей-оф. Сезон 2011/12 команда завершила регулярний сезон на другому місці та дійшла до півфіналу, де поступилась Клагенфурту 1:4. Наступний сезон став менш вдалим, після першого етапу команда посідала перше місце, на другому етапі фінішувала вже четвертою, а в чвертьфіналі поступились «Ред Булл» (Зальцбург) 2:4.
В сезоні 2013/14, хорвати дебютували в КХЛ виступаючи в Дивізіоні Боброва, посіли підсумкове четверте місце. В 1/8 фіналу поступились празькому «Льву» 0:4. Сезон 2014/15 ХК «Медвещак» провів вкрай невдало посівши передостаннє 13 місце в Західній конференції.

## Досягнення
Югославська хокейна ліга (3):
- 1989, 1990, 1991

Кубок Югославії (4):
- 1988, 1989, 1990, 1991

Хорватська хокейна ліга (19):
- 1995, 1997, 1998, 1999, 2000, 2001, 2002, 2003, 2004, 2005, 2006, 2007, 2009, 2010, 2011, 2012, 2013

## Відомі гравці
- В'ячеслав Анісін
- Майк Глумак
- Едвін Гедберг
- Дональд Маклін
- / Шон Моррісонн
- Джеймі Ріверс
- Джоел Прпич

## ЮНІСЕФ
З 24 серпня 2010 ХК «Медвещак» стає першою та єдиною європейською хокейною командою, що співпрацює з ЮНІСЕФ, приєднавшись до відомих футбольних клубів: ФК «Барселона», «Манчестер Юнайтед» та «Бока Хуніорс» з Аргентини.